# Jahmir Hyka
Jahmir Hyka (Tirana, 8. ožujka 1988.) bivši je albanski nogometaš.
Albanac bio je na meti zagrebačkog Dinama, ali ipak je prešao u Mainz za 500.000 eura.